# Dacus adustus
Dacus adustus är en tvåvingeart som beskrevs av Munro 1948. Dacus adustus ingår i släktet Dacus och familjen borrflugor.
Artens utbredningsområde är Malawi. Inga underarter finns listade i Catalogue of Life.